# Giudecca
La Giudecca (Italiàː dʒuˈdɛkka; vènet: Zueca) és una illa de la llacuna de Venècia, al nord de la península itàlica. En realitat està formada per vuit illots units per una mateixa base rocosa. És part del sestiere (districte) de Dorsoduro i una localitat del comune de Venècia.
La Giudecca es troba just al sud de les illes centrals de Venècia, separada pel Canal de la Giudecca. A l'extrem oriental, el canal de la Grazia la separa de l'illa de San Giorgio Maggiore, que ja pertany a un altre sestiere, el de San Marco.

## Història
La Giudecca era coneguda antigament com a Spinalunga ("espina llarga"). El nom Giudecca prové d'una corrupció de la paraula llatina "Judaica" i, per tant, pot ser traduït com el "call": diverses ciutats d'Itàlia del sud i Sicília tenen barris històrics jueus anomenats Giudecca o Judeca. Tanmateix, el gueto original venecià era a Cannaregio al nord de la ciutat, i no hi ha cap evidència, a part del nom, que els jueus hagin mai viscut a Giudecca. A més, el terme "Giudecca" no ha estat utilitzat per a denotar els calls jueus de les ciutats d'Itàlia del nord.
Giudecca era històricament una àrea de palaus grans amb jardins, l'illa esdevenia una àrea industrial a inicis del segle XX amb drassanes i fàbriques, a més d'un estudi de cinema. Molta part de la indústria local va desaparèixer després de la Segona Guerra Mundial, sent ara considerada com a àrea residencial tranquil·la en gran part per allotjaments de classe treballadora amb alguns apartaments i cases exclusives. És coneguda pel seu moll llarg i per les seves esglésies, incloent-hi l'Església del Redemptor (Venècia). L'illa tenia d'un molí de farina enorme, el Molino Stucky, el qual ha estat convertit en un hotel de luxe i un complex d'apartaments. A l'altre extrem de Giudecca s'hi troba l'hotel de cinc-estels Hotel Cipriani amb grans jardins privats i piscina d'aigua salada.
Les renovacions modernes d'antigues arquitectures de Giudecca han augmentat la reputació de l'illa com a lloc de vacances. El 2011, els desenvolupadors venecians van reobrir les habitacions d'una prominent mansió del segle XVI com a lloguer de llarg termini sota el nom de "Villa F."

## Galeria

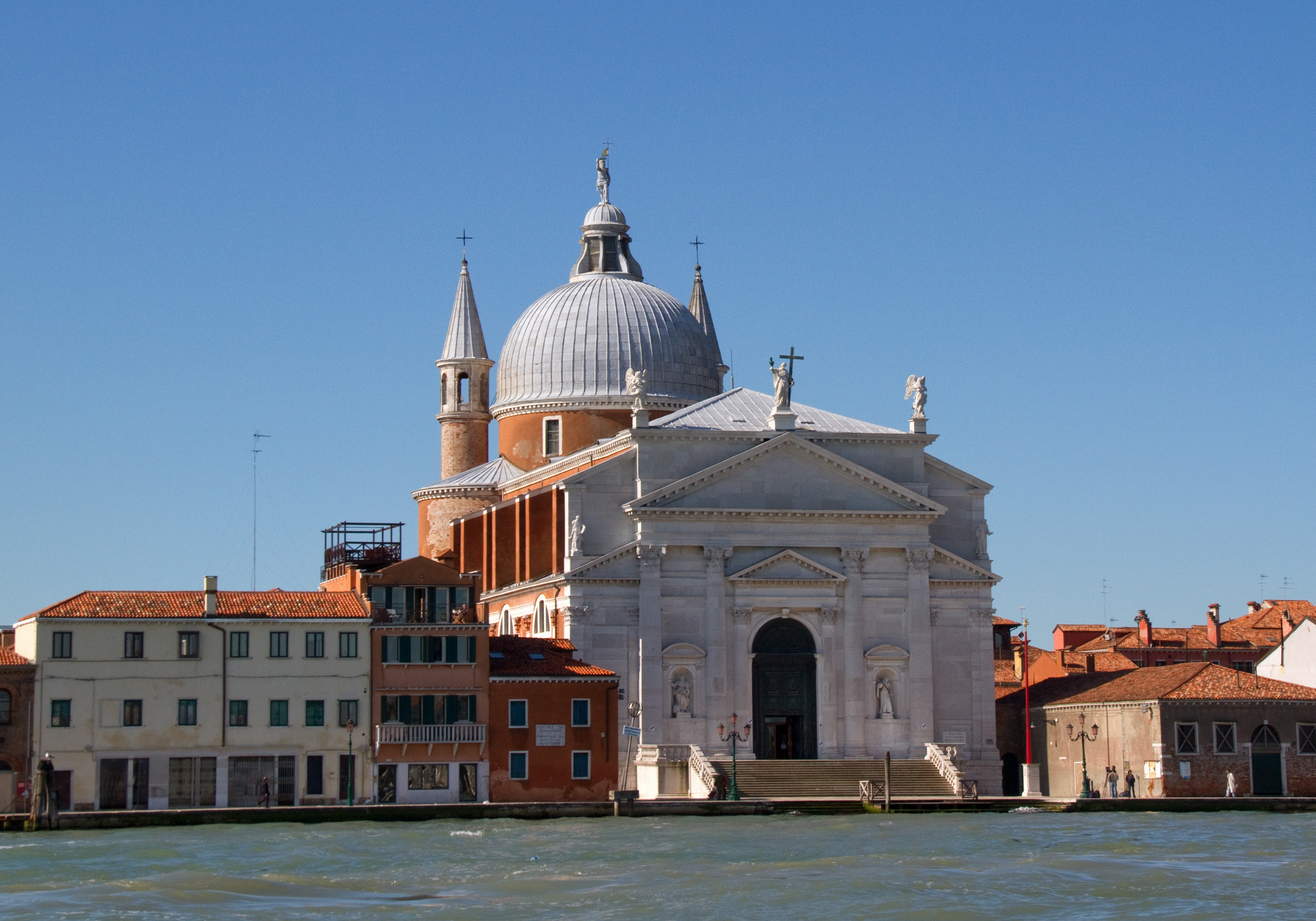
Església del Redemptor (Venècia)
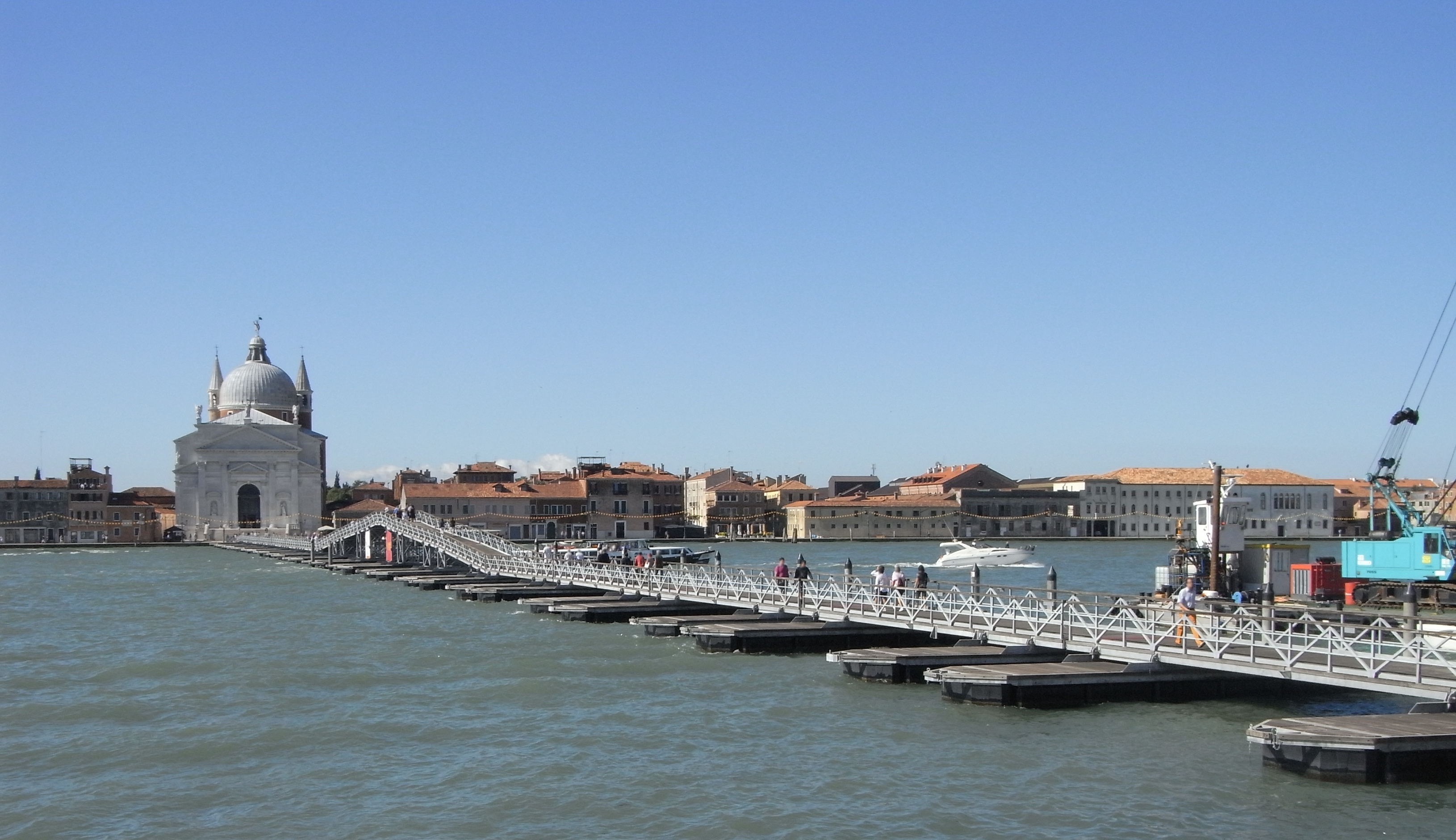
El moll que connecta Giudecca amb Venècia durant la Festa del Redentore de juliol
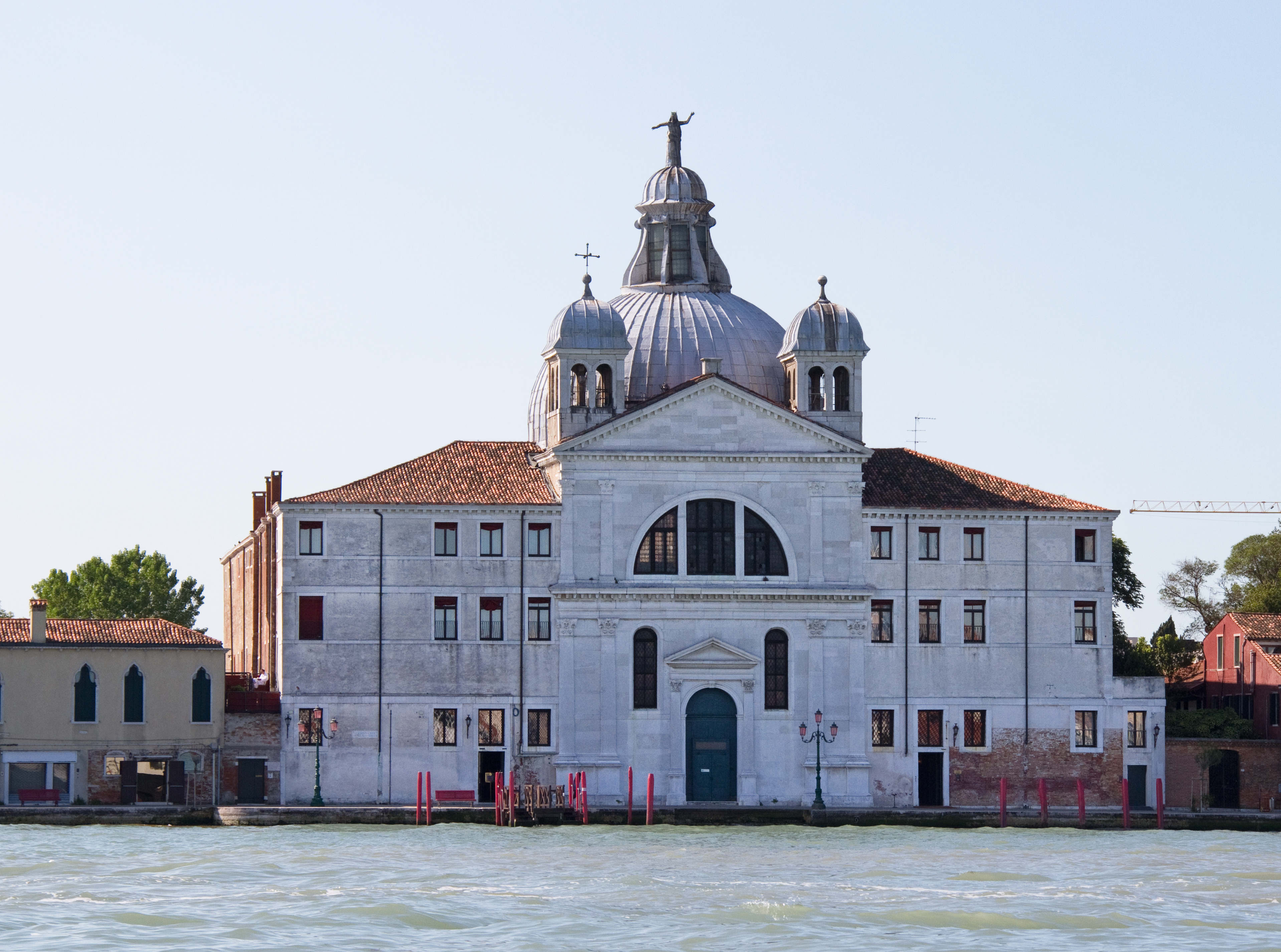
Església de Santa Maria de la Presentació, popularment coneguda com a «chiesa delle Zitelle» (església de les solteres)
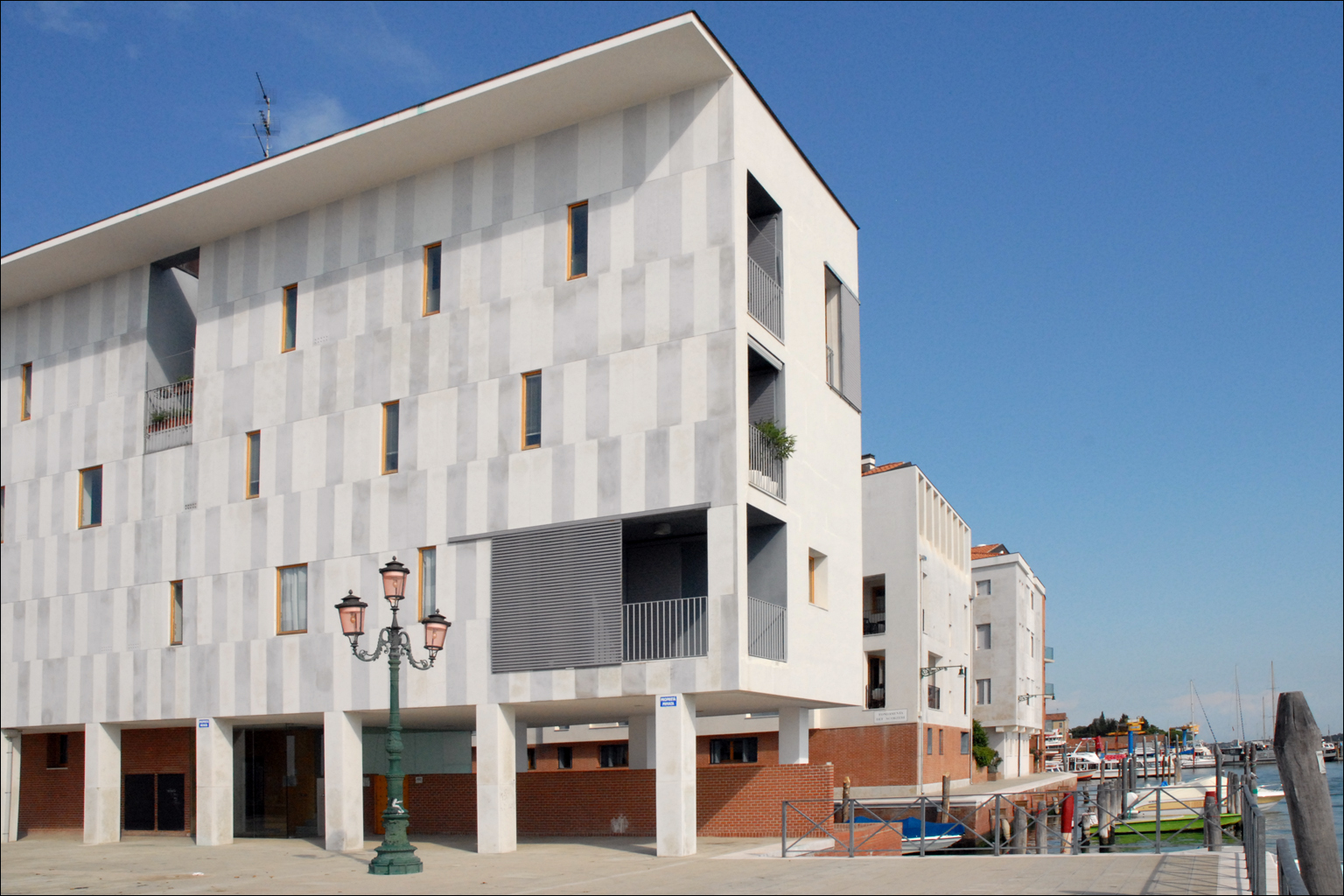
El modern barri de Junghans
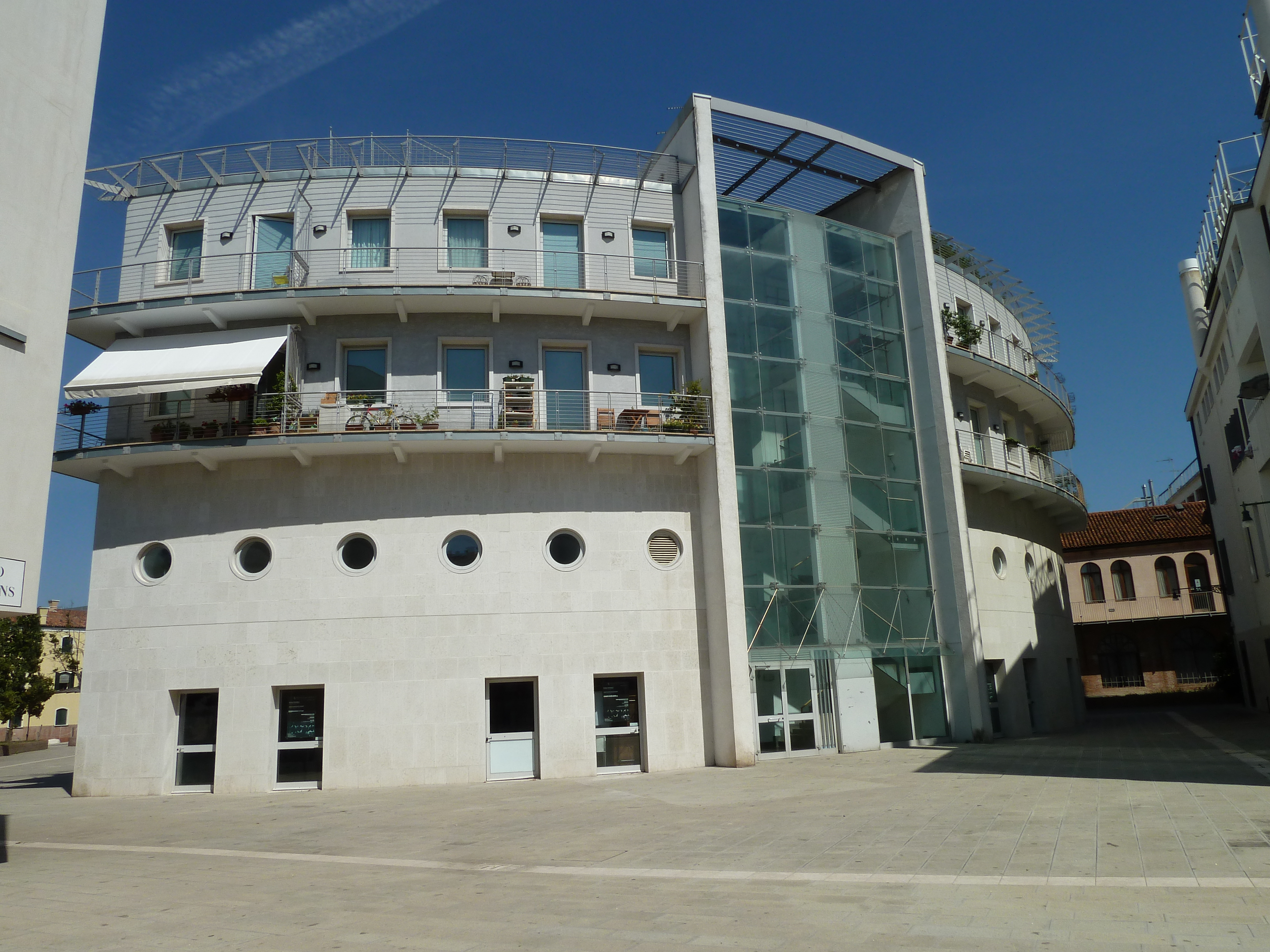
Teatre contemporani Junghans, seu de l'Acadèmia Teatral veneciana
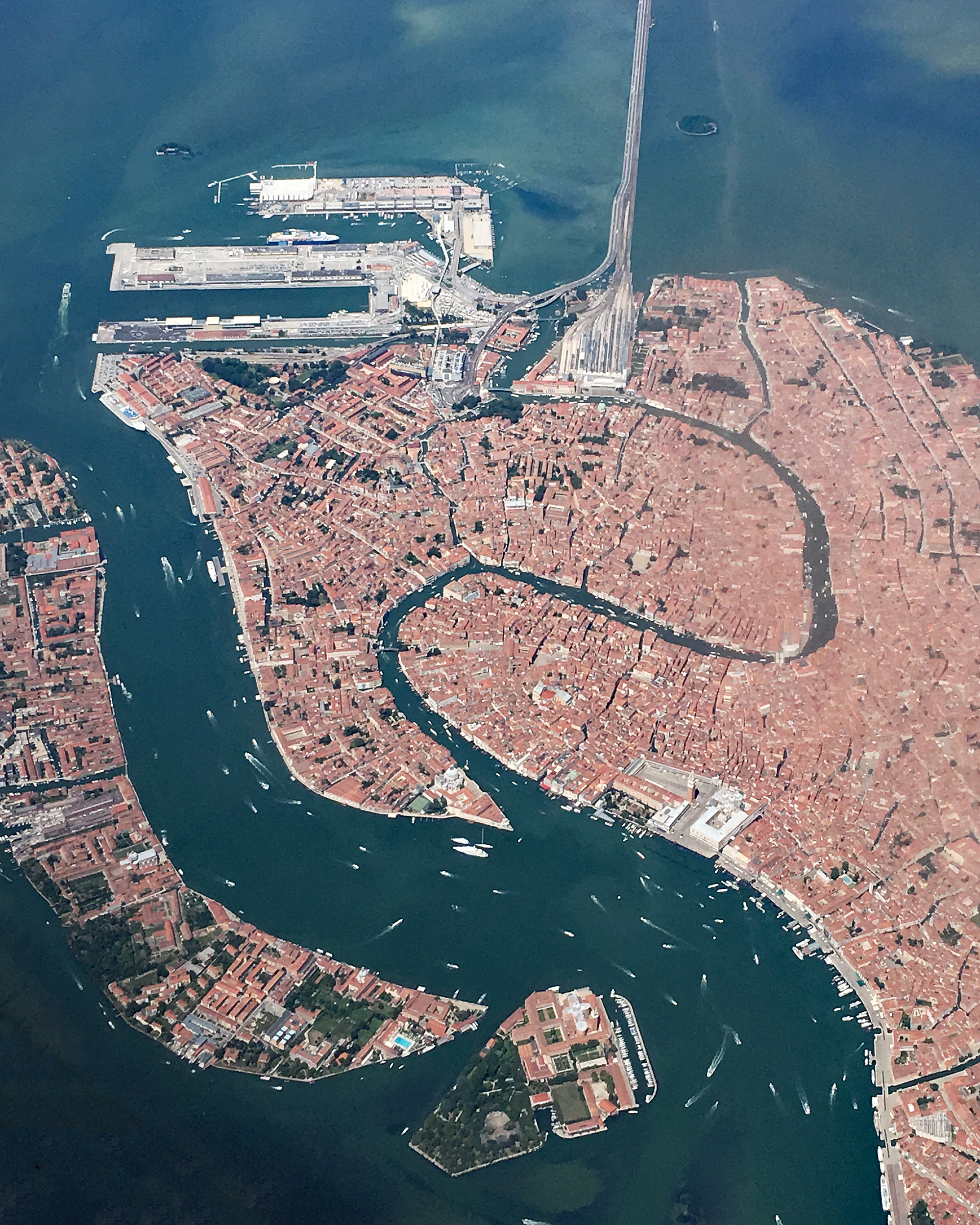
Vista aèria del Canal de la Giudecca (esquerra)